# Jan Korczyński
Jan Korczyński (ur. 23 maja 1896 w Mokrzyszowie, zm. 8 kwietnia 1985 w Londynie) – podpułkownik Wojska Polskiego

## Życiorys
Urodził się 23 maja 1896 w Mokrzyszowie, w rodzinie Józefa i Józefy z domu Skarabucha .
29 stycznia 1932 roku został awansowany na kapitana ze starszeństwem z dniem 1 stycznia 1932 roku i 3. lokatą w korpusie oficerów administracji, grupa kancelaryjna. W 1932 roku pełnił służbę w Biurze Ogólno-Organizacyjnym Ministerstwa Spraw Wojskowych w Warszawie. Od 1 listopada 1935 roku do 17 września 1939 roku był II adiutantem ministra spraw wojskowych generała dywizji Tadeusza Kasprzyckiego. 21 lutego 1940 roku w Biurze Rejestracyjnym Ministerstwa Spraw Wojskowych w Paryżu został przesłuchany przez porucznika Stanisława Porembalskiego w „sprawie zarzutów przeciwko generałowi Kasprzyckiemu”
9 września 1963 roku został wybrany w okręgu wyborczym w Londynie na członka III Rady Rzeczypospolitej Polskiej. Zmarł 8 kwietnia 1985 roku w Londynie .

## Ordery i odznaczenia
- Krzyż Niepodległości (12 maja 1931)[6]
- Krzyż Kawalerski Orderu Odrodzenia Polski (10 listopada 1938)[7]
- Krzyż Walecznych (czterokrotnie) „za czyny męstwa i odwagi wykazane w bojach toczonych w latach 1918–1921”
- Złoty Krzyż Zasługi (19 marca 1937)[8]
- Srebrny Krzyż Zasługi (10 listopada 1928)[9]